# Nowitschicha
Nowitschicha (russisch Новичи́ха) ist ein Dorf (selo) in der Region Altai (Russland) mit 4284 Einwohnern (Stand 14. Oktober 2010).

## Geographie
Der Ort liegt etwa 200 km Luftlinie südwestlich des Regionsverwaltungszentrums Barnaul im südlichen Teil des Obplateaus am Rand des „Barnauler Bandwaldes“ (Barnaulski lentotschny bor), eines Waldmassivs, das sich bei einer Breite von zumeist unter 10 km fast völlig geradlinig von Barnaul am Ob über fast 400 km bis fast zum bereits in Kasachstan fließenden Irtysch erstreckt. 5 km nordwestlich des Ortes liegt der 25 km lange und bis fast 5 km breite salzige und abflusslose Gorkoje-See („Bittersee“).
Nowitschicha ist Verwaltungssitz des Rajons Nowitschichinski sowie Sitz der Landgemeinde Nowitschichinski selsowet, zu der neben dem Dorf Nowitschicha noch die Siedlung Mamontowo gehört (nicht zu verwechseln mit dem 60 km nördlich gelegenen gleichnamigen Dorf und Verwaltungszentrum des Mamontowski rajon).

## Geschichte
Das Dorf wurde 1885 gegründet. Seit 1935 ist Nowitschicha Zentrum eines Rajons.

### Bevölkerungsentwicklung
| Jahr | Einwohner |
| ---- | --------- |
| 1939 | 2997      |
| 1959 | 3751      |
| 1970 | 3236      |
| 1979 | 3703      |
| 1989 | 4273      |
| 2002 | 4495      |
| 2010 | 4284      |

Anmerkung: Volkszählungsdaten

## Verkehr
Straßenverbindung besteht in das etwa 40 km südöstlich gelegene Pospelicha, einige Kilometer nördlich an dem die Fernstraße A349 Nowoaltaisk – Barnaul – Rubzowsk – kasachische Grenze vorbeiführt. In Pospelicha befindet sich auch die nächstgelegene Bahnstation bei Kilometer 439 der Strecke Nowosibirsk – Barnaul – Semei (Kasachstan).